# 카와시마 아즈미
카와시마 아즈미(일본어: 川島和津実, 1979년 8월 8일 ~ )는 일본 성인 비디오 여배우이다. 1998년 12월 데뷔하였다.